# Murdannia glauca
Murdannia glauca är en himmelsblomsväxtart som först beskrevs av George Henry Kendrick Thwaites och Charles Baron Clarke, och fick sitt nu gällande namn av Gerhard Brückner. Murdannia glauca ingår i släktet Murdannia och familjen himmelsblomsväxter. Inga underarter finns listade.